# Eleições municipais no Brasil em 1976
As eleições municipais no Brasil em 1976 ocorreram em 15 de novembro. Dentre os 3.967 municípios existentes no país, 95% elegeram prefeitos, vice-prefeitos e vereadores, enquanto os demais escolheram apenas membros do Poder Legislativo. Estavam aptos a votar aproximadamente 30 milhões de eleitores e os vencedores tomaram posse em 31 de janeiro de 1977 para um mandato encerrado após o pleito de 1982.

## Resultado das eleições

### Prefeitos eleitos em 1976
| Unidade federativa  | ARENA  | MDB    | Capitais | ASN   | EH    | MTF   | Total |
| ------------------- | ------ | ------ | -------- | ----- | ----- | ----- | ----- |
| Acre                |        |        | 1        | 11    |       |       | 12    |
| Alagoas             | 81     | 12     | 1        |       |       |       | 94    |
| Amapá               |        |        |          |       |       | 5     | 5     |
| Amazonas            | 33     | 1      | 1        | 9     |       |       | 44    |
| Bahia               | 291    | 32     | 1        | 10    | 2     |       | 336   |
| Ceará               | 133    | 7      | 1        |       |       |       | 141   |
| Espírito Santo      | 46     | 6      | 1        |       |       |       | 53    |
| Goiás               | 149    | 70     | 1        | 1     | 2     |       | 223   |
| Maranhão            | 120    | 8      | 1        | 1     |       |       | 130   |
| Mato Grosso         | 69     | 7      | 1        | 16    |       |       | 93    |
| Minas Gerais        | 612    | 96     | 1        |       | 13    |       | 722   |
| Pará                | 69     | 4      | 1        | 7     | 2     |       | 83    |
| Paraíba             | 132    | 38     | 1        |       |       |       | 171   |
| Paraná              | 231    | 47     | 1        | 11    |       |       | 290   |
| Pernambuco          | 154    | 9      | 1        |       |       |       | 164   |
| Piauí               | 108    | 4      | 1        | 1     |       |       | 114   |
| Rio de Janeiro      | 35     | 24     | 1        | 3     | 1     |       | 64    |
| Rio Grande do Norte | 127    | 22     | 1        |       |       |       | 150   |
| Rio Grande do Sul   | 115    | 89     | 1        | 25    | 2     |       | 232   |
| Rondônia            |        |        |          |       |       | 2     | 2     |
| Roraima             |        |        |          |       |       | 2     | 2     |
| Santa Catarina      | 156    | 29     | 1        | 6     | 5     |       | 197   |
| São Paulo           | 450    | 101    | 1        | 5     | 14    |       | 571   |
| Sergipe             | 65     | 8      | 1        |       |       |       | 74    |
| Total               | 3.176  | 614    | 21       | 106   | 41    | 9     | 3.967 |
| Percentual          | 80.06% | 15,48% | 0,53%    | 2,67% | 1,03% | 0,23% | 100%  |
| Fontes:             |        |        |          |       |       |       |       |

## Eleições apenas para vereador

### Capitais sem eleição majoritária
Vinte e um municípios compunham este grupo: Aracaju, Belém, Belo Horizonte, Cuiabá, Curitiba, Florianópolis, Fortaleza, Goiânia, João Pessoa, Maceió, Manaus, Natal, Porto Alegre, Recife, Rio Branco, Rio de Janeiro, Salvador, São Luís, São Paulo, Teresina, Vitória.

### Áreas de Segurança Nacional
| Unidade federativa | Áreas de segurança nacional sob a Lei n.º 5.449 de 4 de junho de 1968 |
| ------------------ | --- |
| Acre               | Brasileia, Cruzeiro do Sul, Feijó, Sena Madureira, Xapuri |
| Amazonas           | Atalaia do Norte, Barcelos, Benjamin Constant, Ipixuna, Japurá, Santa Isabel do Rio Negro, Santo Antônio do Içá, São Gabriel da Cachoeira, São Paulo de Olivença |
| Bahia              | Paulo Afonso, São Francisco do Conde |
| Mato Grosso        | Amambai, Antônio João, Bela Vista, Cáceres, Caracol, Corumbá, Iguatemi, Ponta Porã, Porto Murtinho, Vila Bela da Santíssima Trindade |
| Pará               | Almeirim, Óbidos, Oriximiná |
| Paraná             | Barracão, Capanema, Foz do Iguaçu, Guaíra, Marechal Cândido Rondon, Medianeira, Pérola d'Oeste, Planalto, Santo Antônio do Sudoeste, São Miguel do Iguaçu |
| Rio de Janeiro     | Duque de Caxias |
| Rio Grande do Sul  | Alecrim, Bagé, Crissiumal, Dom Pedrito, Herval, Horizontina, Itaqui, Jaguarão, Porto Lucena, Porto Xavier, Quaraí, Rio Grande, Santa Vitória do Palmar, Santana do Livramento, São Borja, São Nicolau, Tenente Portela, Três Passos, Tucunduva, Tuparendi, Uruguaiana |
| Santa Catarina     | Descanso, Dionísio Cerqueira, Itapiranga, São José do Cedro, São Miguel do Oeste |
| São Paulo          | Cubatão, São Sebastião |
| Fontes:            | |

| Unidade federativa | Área de segurança nacional sob o Decreto-Lei n.º 435 de 24 de janeiro de 1969 |
| ------------------ | ----------------------------------------------------------------------------- |
| Rio Grande do Sul  | Canoas, Osório, Tramandaí                                                     |
| Fontes:            |                                                                               |

| Unidade federativa | Área de segurança nacional sob o Decreto-Lei n.º 672 de 3 de julho de 1969 |
| ------------------ | -------------------------------------------------------------------------- |
| Rio de Janeiro     | Angra dos Reis                                                             |
| Fontes:            |                                                                            |

| Unidade federativa | Área de segurança nacional sob o Decreto-Lei n.º 865 de 12 de setembro de 1969 |
| ------------------ | ------------------------------------------------------------------------------ |
| São Paulo          | Santos                                                                         |
| Fontes:            |                                                                                |

| Unidade federativa | Área de segurança nacional sob o Decreto-Lei n.º 866 de 12 de setembro de 1969 |
| ------------------ | ------------------------------------------------------------------------------ |
| Pará               | Santarém                                                                       |
| Fontes:            |                                                                                |

| Unidade federativa | Área de segurança nacional sob o Decreto-Lei n.º 894 de 26 de setembro de 1969 |
| ------------------ | ------------------------------------------------------------------------------ |
| Mato Grosso        | Ladário                                                                        |
| Fontes:            |                                                                                |

| Unidade federativa | Área de segurança nacional sob o Decreto-Lei n.º 1.105 de 20 de maio de 1970 |
| ------------------ | ---------------------------------------------------------------------------- |
| Mato Grosso        | Três Lagoas                                                                  |
| São Paulo          | Castilho, Paulínia                                                           |
| Fontes:            |                                                                              |

| Unidade federativa | Área de segurança nacional sob o Decreto-Lei n.º 1.131 de 30 de outubro de 1970 |
| ------------------ | ------------------------------------------------------------------------------- |
| Pará               | Altamira, Itaituba, Marabá                                                      |
| Fontes:            |                                                                                 |

| Unidade federativa | Área de segurança nacional sob o Decreto-Lei n.º 1.170 de 10 de maio de 1971 |
| ------------------ | ---------------------------------------------------------------------------- |
| Paraná             | Santa Helena                                                                 |
| Fontes:            |                                                                              |

| Unidade federativa | Área de segurança nacional sob o Decreto-Lei n.º 1.183 de 22 de julho de 1971 |
| ------------------ | ----------------------------------------------------------------------------- |
| Rio Grande do Sul  | Roque Gonzales                                                                |
| Fontes:            |                                                                               |

| Unidade federativa | Área de segurança nacional sob o Decreto-Lei n.º 1.225 de 22 de junho de 1972 |
| ------------------ | ----------------------------------------------------------------------------- |
| Bahia              | Camaçari, Candeias, Lauro de Freitas, Simões Filho                            |
| Fontes:            |                                                                               |

| Unidade federativa | Área de segurança nacional sob o Decreto-Lei n.º 1.229 de 5 de julho de 1972 |
| ------------------ | ---------------------------------------------------------------------------- |
| Santa Catarina     | Guaraciaba                                                                   |
| Fontes:            |                                                                              |

| Unidade federativa | Área de segurança nacional sob o Decreto-Lei n.º 1.230 de 5 de julho de 1972 |
| ------------------ | ---------------------------------------------------------------------------- |
| Acre               | Tarauacá                                                                     |
| Fontes:            |                                                                              |

| Unidade federativa | Área de segurança nacional sob o Decreto-Lei n.º 1.272 de 29 de maio de 1973 |
| ------------------ | ---------------------------------------------------------------------------- |
| Maranhão           | São João dos Patos                                                           |
| Piauí              | Guadalupe                                                                    |
| Fontes:            |                                                                              |

| Unidade federativa | Área de segurança nacional sob o Decreto-Lei n.º 1.273 de 29 de maio de 1973 |
| ------------------ | ---------------------------------------------------------------------------- |
| Rio de Janeiro     | Volta Redonda                                                                |
| Fontes:            |                                                                              |

| Unidade federativa | Área de segurança nacional sob o Decreto-Lei n.º 1.284 de 28 de agosto de 1973 |
| ------------------ | ------------------------------------------------------------------------------ |
| Goiás              | Anápolis                                                                       |
| Fontes:            |                                                                                |

| Unidade federativa | Área de segurança nacional sob o Decreto-Lei n.º 1.316 de 12 de março de 1974 |
| ------------------ | ----------------------------------------------------------------------------- |
| Bahia              | Casa Nova, Pilão Arcado, Remanso, Sento Sé                                    |
| Fontes:            |                                                                               |

| Unidade federativa | Área de segurança nacional sob o Decreto-Lei n.º 1.480 de 9 de setembro de 1976 |
| ------------------ | ------------------------------------------------------------------------------- |
| Mato Grosso        | Aral Moreira, Eldorado, Mirassol d'Oeste, Mundo Novo                            |
| Fontes:            |                                                                                 |

| Unidade federativa | Área de segurança nacional sob o Decreto-Lei n.º 1.481 de 9 de setembro de 1976 |
| ------------------ | ------------------------------------------------------------------------------- |
| Acre               | Assis Brasil, Mâncio Lima, Manoel Urbano, Plácido de Castro, Senador Guiomard   |
| Fontes:            |                                                                                 |

### Estâncias Hidrominerais
| Unidade federativa | Estâncias Hidrominerais ao tempo das eleições de 15 de novembro de 1976 |
| ------------------ | --- |
| Bahia              | Cipó, Itaparica |
| Goiás              | Caldas Novas, Itajá |
| Minas Gerais       | Araxá, Caldas, Cambuquira, Carangola, Caxambu, Jacutinga, Lambari, Monte Sião, Passa Quatro, Patrocínio, Poços de Caldas, São Lourenço, Tiradentes                                                   |
| Pará               | Monte Alegre, Salinópolis |
| Rio de Janeiro     | Santo Antônio de Pádua |
| Rio Grande do Sul  | Iraí, Vicente Dutra |
| Santa Catarina     | Águas de Chapecó, Gravatal, Pedras Grandes, Piratuba, Santo Amaro da Imperatriz |
| São Paulo          | Águas da Prata, Águas de Lindóia, Águas de Santa Bárbara, Águas de São Pedro, Amparo, Atibaia, Campos do Jordão, Ibirá, Lindoia, Monte Alegre do Sul, Poá, São José dos Campos, Serra Negra, Socorro |
| Fontes:            | |

### Municípios de territórios
| Unidade federativa | Municípios de territórios ao tempo das eleições de 15 de novembro de 1976 |
| ------------------ | ------------------------------------------------------------------------- |
| Amapá              | Amapá, Calçoene, Macapá, Mazagão, Oiapoque                                |
| Rondônia           | Guajará-Mirim, Porto Velho                                                |
| Roraima            | Boa Vista, Caracaraí                                                      |
| Fontes:            |                                                                           |